# Легассик, Мартин
Мартин Легассик (англ. Martin Legassick; 1940—2016) — южноафриканский историк и марксистский активист . Он был одной из центральных фигур в «ревизионистской» школе историографии Южной Африки, которая, опираясь на марксизм, произвела революцию в изучении социальной формации апартеида, подчеркнув важность политэкономии, классовых противоречий и империализма. Он также был ключевой фигурой независимых левых сил ЮАР с 1970-х годов и критиковал слева многие позиции, занимаемые Африканским национальным конгрессом (АНК) и Южно-Африканской коммунистической партией, равно как и их понимание южноафриканской истории. Автор многочисленных книг, в основном по истории колониализма и капитализма, он собрал многие из своих ключевых политических трудов в издании 2007 года «К социалистической демократии» (Towards Socialist Democracy).

## Ранние годы
Легассик родился в Эдинбурге (Шотландия). Его родители забрали его с собой в Южную Африку в 7-летнем возрасте в 1947 году. Мартин учился в епархиальном колледже в Кейптауне, а 1960 году стал стипендиатом Родса в Баллиол-колледже Оксфорда. Позднее он получил докторскую степень в Калифорнийском университете. Затем он работал в университетах Великобритании и Танзании, где активно участвовал в деятельности АНК и Южноафриканского конгресса профсоюзов (SACTU) в изгнании. Вместе с Джованни Арриги, Джоном С. Солом и другими он разработал влиятельный политико-экономический анализ, сосредоточившийся на противоречиях, порожденных пролетаризацией и огораживанием южноафриканского крестьянства. По словам Арриги, «Мартин Легассик и Гарольд Вольпе… утверждали, что южноафриканский апартеид был в первую очередь обусловлен нарастанием репрессивности режима по отношению к африканской рабочей силе, поскольку она была полностью пролетаризирована и больше не могла субсидировать накопление капитала, как это было в прошлом».

## Студенческий активизм
В 1970-х годах Легассик присоединился к независимому левому движению. В 1979 году они с Паулой Энсор, Дэйвом Хемсоном и Робом Петерсеном были отстранены от членства в Африканском национальном конгрессе по обвинению в фракционерстве (создание фракции). Они сочли своё отстранение недемократичным и основали Марксистскую рабочую тенденцию АНК (Marxist Workers Tendency of the ANC). Марксистская рабочая тенденция была связана с Комитетом за рабочий интернационал, международным объединением троцкистских партий, и газетой «Милитант».
В 1981 году Легассик оставил академическую деятельность, чтобы сосредоточиться на борьбе с апартеидом, попытках преобразования Африканского национального конгресса в революционное рабочее движение и продвижении социалистических решений для национальных и социальных вопросов Южной Африки. Он входил в редакционный комитет журнала MWT Inqaba yaBasebenzi и газеты MWT Congress Militant. В 1985 году он был исключён из АНК.

## Академия
После отмены запрета АНК в 1990 году он смог вернуться домой в Кейптаун, где снова занялся академической деятельностью. Тем не менее, он продолжал играть ведущую роль в Марксистской рабочей тенденции АНК и принимал активное участие в рабочем движении в Западной Капской провинции.
Легассик стал видным активистом
, сотрудничавшим с различными группами, включая Западно-Капскую кампанию против выселений и другие инициативы в Кейптауне 2000-х годов , Abahlali baseMjondolo, Mandela Park Backyarders. В 2007 году он обменялся открытыми письмами с Линдиве Сисулу, занимавшей тогда пост министра жилищного строительства ЮАР. В мае 2009 года он был задержан за поддержку занятия сквоттерами земель деревни Макассар недалеко от Кейптауна.
Постоянной и господствующей темой в политической деятельности Легассика являлось создание «массовой рабочей партии» . В конце жизни он вошёл в Демократический левый фронт. Рабоче-социалистическая партия — южноафриканская политическая сила, продолжающая традиции MWT, — считает работы Легассика важным ориентиром.
Легассик умер 1 марта 2016 года после борьбы с раком.

## Публикации
- Legassick, Martin. The Griqua, the Sotho-Tswana, and the Missionaries, 1780-1840: The Politics of a Frontier Zone. — Los Angeles : University of California, 1969.
- — (1973), Class and Nationalism in South African Protest: The South African Communist Party and the 'Native Republic', 1928-34, Eastern African Studies, vol. 15, Syracuse University, Program of Eastern African Studies, Maxwell School of Citizenship and Public Affairs
- Legassick, Martin. Foreign investment and the reproduction of racial capitalism in South Africa / Martin Legassick, David Hemson. — Anti-Apartheid Movement, 1976. — ISBN 9780900065019.
- Legassick, Martin. All My Powers Have Been Swallowed by Upington: The Life and Times of Alfred Gubula, President of the UDF in the Northern Cape, 1989-1991 as Told to and Edited by Martin Legassick. — 1993.
- Legassick, Martin. Skeletons in the Cupboard : South African Museums and the Trade in Human Remains, 1907–1917 / Martin Legassick, Ciraj Rassool. — Kimberly : McGregor Museum, 2000.
- — (2003). Housing battles in post-Apartheid South Africa: The Case of Mandela Park, Khayelitsha. South African Labour Bulletin. Архивировано 2012-5-24. {{cite journal}}: Проверьте значение даты: |archive-date= (справка)
- — (2004), Armed Struggle and Democracy: The Case of South Africa, Nordic Africa Institute
- Legassick, Martin. Towards Socialist Democracy. — Pietermaritzburg : University of KwaZulu-Natal Press, 2007. — ISBN 978-1-86914-094-6.
- — (2008a), Western Cape Housing Crisis: Writings on Joe Slovo and Delft (PDF)
- — (November 2008). Debating the revival of the workers' movement in the 1970s: the South African democracy education trust and post-apartheid patriotic history. Kronos. 34 (1). Bellville, Western Cape.
- Legassick, Martin Chatfield. The Politics of a South African Frontier: The Griqua, the Sotho-Tswana and the Missionaries, 1780-1840. — Basler Afrika Bibliographien, 2010. — ISBN 978-3-905758-14-6.
- Legassick, Martin. The Struggle for the Eastern Cape 1800-1854: Subjugation and the Roots of South African Democracy. — KMM Review Pub., 2010. — ISBN 978-0-620-36610-6.
- Legassick, Martin. Hidden Histories of Gordonia: Land Dispossession And Resistance In The Northern Cape, 1800-1990. — Wits University Press, 2016. — ISBN 978-1-86814-955-1.